# Le Territoire sans loi
Pour plus de détails, voir Fiche technique et Distribution.
Le Territoire sans loi (The Lawless Frontier) est un film américain réalisé par Robert N. Bradbury, sorti en 1934.

## Synopsis
John Tobin, qui revient dans sa ville natale après huit ans d'absence, découvre que ses parents ont été tués et que leur bétail a été volé. Il suit la piste des voleurs. Pendant ce temps, Dusty et sa fille Ruby qui possèdent un petit ranch à l'écart des chemins, sont abordés par Pancho Zanti, un célèbre hors-la-loi, qui se fait passer pour un voisin mexicain. Mais Ruby entend Zanti planifier avec ses hommes de prendre le ranch de force le lendemain, et de garder Ruby pour lui. Dusty et Ruby quittent alors le ranch et arrivent à duper les bandits qui les suivaient en cachant Ruby dans un sac. Mais lors de la traversée d'une rivière, le sac tombe à l'eau et Ruby manque de se noyer. Elle est sauvée par John qui faisait boire son cheval. Mais Zanti les aperçoit de loin, découvre la supercherie et se lance avec ses hommes à leur poursuite. Mais Dusty, Runy et John arrivent à leur échapper et se rendent dans la ville voisine.
Ce soir-là, le shérif réunit des citoyens pour organiser la poursuite des hors-la-loi, mais dans le même temps des hommes de Zanti dévalisent la banque. John sort dans la rue, abat l'un d'eux et ramasse le sac contenant l'argent, mais à ce moment-là le shérif arrive. Il le croit complice de Zanti. Dusty et John retournent au ranch et John part à la recherche de Zanti. Il arrive à le capturer et le confie à la garde du shérif qui attendait au ranch. Le lendemain matin, Dusty reçoit un couteau dans le dos. Le shérif arrête John car c'est son couteau qui a blessé Dusty. Zanti arrive à se libérer et est sur le point de tirer sur John quand Dusty, revenu à lui, arrive à temps pour le désarmer. Zanti arrive néanmoins à s'enfuir. John part à sa poursuite dans le désert, ils tombent tous deux de cheval et continuent à pied. Zanti s'arrête pour boire à un puits empoisonné et meurt. Pendant ce temps, Ruby, qui a appris la capture de John, ne veut pas croire en sa culpabilité et prend un cheval pour se rendre au ranch. Les hommes de Zanti, ne sachant pas que leur chef est mort, veulent la capturer pour faire un échange de prisonniers. Elle arrive à leur échapper avec l'aide de John et les bandits sont pris au piège et arrêtés. John se marie avec Ruby et devient le nouveau shérif.

## Fiche technique
- Titre original : The Lawless Frontier

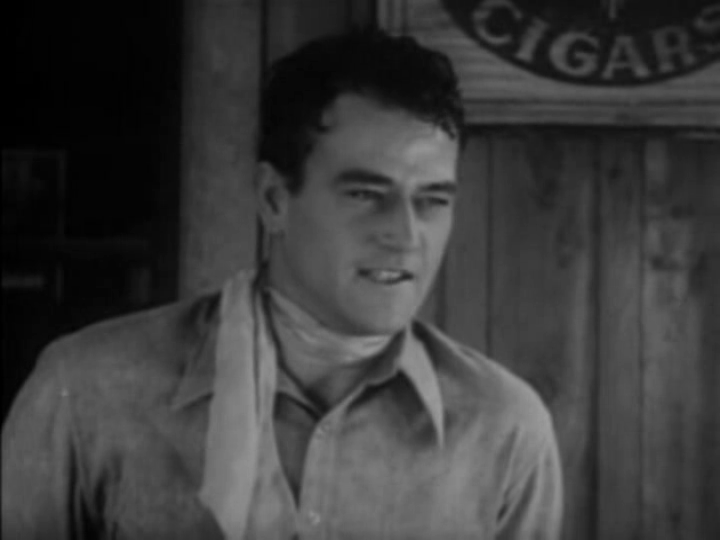
John Wayne

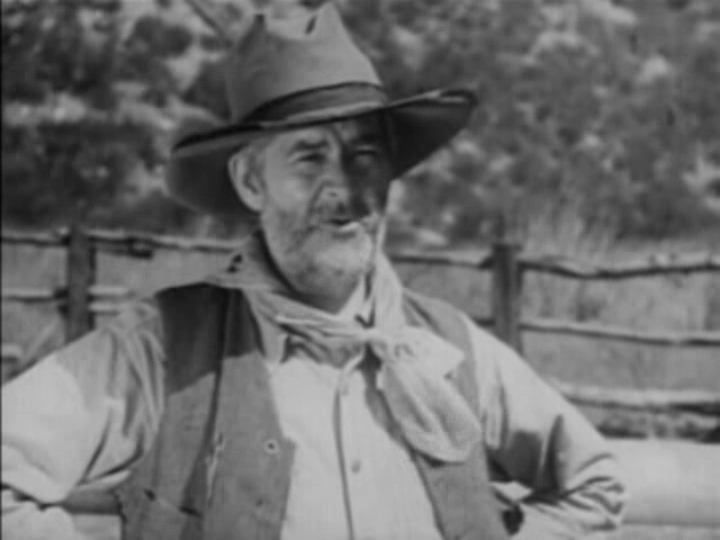
Gabby Hayes

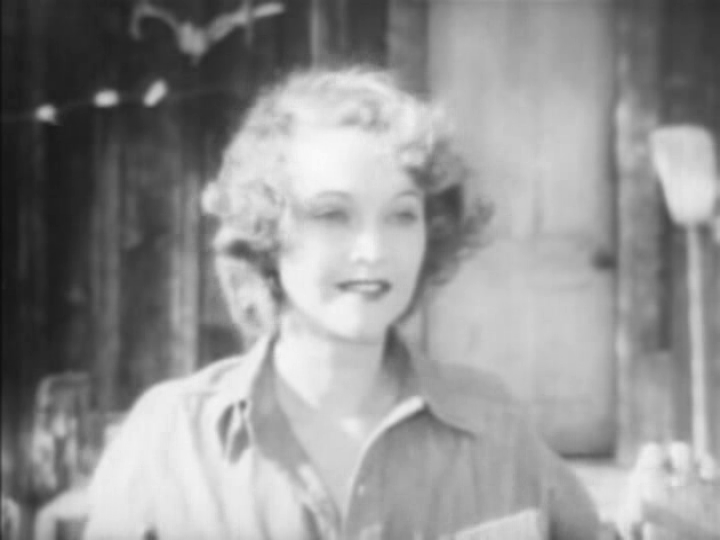
Sheila Terry

- Titre français : Le Territoire sans loi
- Réalisation : Robert N. Bradbury
- Scénario : Robert N. Bradbury
- Direction artistique : E. R. Hickson
- Photographie : Archie Stout
- Son : Ralph Shugart
- Montage : Charles J. Hunt
- Musique : Sam Perry
- Production : Paul Malvern
- Société de production : Lone Star Productions
- Société de distribution : Monogram Pictures
- Pays d'origine :  États-Unis
- Langue originale : anglais
- Format : noir et blanc — 35 mm — 1,37:1 — son Mono (Balsley and Phillips Sound System)
- Genre : Western
- Durée : 59 minutes
- Dates de sortie :  États-Unis : 22 novembre 1934
- Licence : Domaine public

## Distribution
- John Wayne : John Tobin
- Sheila Terry : Ruby
- Gabby Hayes : Dusty
- Jack Rockwell : Shérif Luke Williams
- Jay Wilsey : un membre du gang de Zanti
- Yakima Canutt : Joe, un membre du gang de Zanti
- Gordon De Main : Shérif adjoint Miller
- Earl Dwire : Pandro Zanti